# Мельников, Вячеслав Васильевич
Вячесла́в Васи́льевич Ме́льников (12 марта 1975) — советский и российский футболист, нападающий.

## Биография
Футбольную карьеру начал в новороссийском «Цементе». В 1992 году перешёл в московский ЦСКА, за дубль которого отыграл 4 сезона, проведя за основной состав всего один матч.
В 1995 году решился играть за рубежом. Сначала провел неполный сезон за израильский «Хапоэль» Хайфа. За первые 4 игры забил 3 мяча, но затем за 8 игр сумел забить только 1 гол.
В 1995 непродолжительное время играл в дубле ЦСКА, после чего снова выехал в Израиль. Играл за ряд команд высшей и первой лиг.
В августе 1997 подписал контракт с турецким клубом «Анкарагюджю». Однако в команде провел только 1-й круг сезона 1997/98, отыграв только 10 матчей.
В 1998 перешёл в клуб из Малайзии «Паханг», куда его взяли на правах аренды. С первых матчей проявил себя как бомбардир, что вскоре побудило руководство заключить с ним долгосрочный контракт. В течение года «Паханг» лидировал в турнирной таблице чемпионата, однако в последних матчах выступил неудачно и уступил 1-е место «Пенангу». Мельников по итогам года стал лучшим бомбардиром команды.
Тем не менее, продолжить выступления в Лиге не мог, поскольку Федерация футбола Малайзии наложила запрет на выступления иностранцев в домашнем чемпионате.
В сезоне 2001/02 играл за гонконгский «Хэппи-Вэлли». В 2002 получил возможность снова играть в Малайзии, его клубом вновь стал «Паханг». Сезон провел неровно, поскольку давала о себе знать травма паха. Тем не менее, за сезон забил 13 голов в чемпионате, 1 гол в кубке и 8 голов в Кубке Лиги.
Сезон 2003 года пропустил, а на следующий год появился в составе клуба «Пинанг». За два года забил 18 мячей в Суперлиге Малайзии.
В 2007 году играл за вьетнамский «Донгтхап».
Обладатель золотой бутсы Малайзии.